# Hydrobiosis clavigera
Hydrobiosis clavigera is een schietmot uit de familie Hydrobiosidae. De soort komt voor in het Australaziatisch gebied.